# Fredrik Hierta
Fredrik Philip Hierta (i riksdagen kallad Hierta i Främmestad), född 13 december 1815 i Stockholm, död 9 juni 1889 på Främmestads gods i Främmestads församling, var en svensk friherre, godsägare och riksdagspolitiker.
Andersson var ägare till godset Främmestad i Skaraborgs län. Som riksdagsman var han ledamot av första kammaren 1878-1885, invald i Skaraborgs läns valkrets. Han satt även i Evangeliska Alliansens och Evangeliska Fosterlands-Stiftelsens styrelser.